# シンシア・スティーヴンソン
シンシア・スティーヴンソン（Cynthia Stevenson, 1962年8月2日 - ）は、アメリカ合衆国カリフォルニア州オークランド出身の女優である。

## 出演作品

### 映画
- ケース39（ナンシー）
- 愛しのベス・クーパー（ミセス・C）
- ジェニファーズ・ボディ
- 殺人なんて些細なこと
- エージェント・コーディ ミッション in LONDON
- エージェント・コーディ
- エア・バディ2（ジャッキー）
- ハピネス（トリッシュ・メイプルウッド）
- 青い体験
- ホーム・フォー・ザ・ホリデイ
- 彼と彼女の第2章（リズ）
- ザ・プレイヤー

### テレビシリーズ
- プライベート・プラクティス5
- OFF THE MAP ～オフ・ザ・マップ
- グレイズ・アナトミー6
- Lの世界 シーズン3
- シックス・フィート・アンダー シーズン5
- 名探偵モンクシーズン5第６話
- 殺人を無罪にする方法

### オリジナルビデオ
- デッド・ライク・ミー 死神の新たな仕事
- スノー・バディーズ 小さな5匹の大冒険
- スーパードッグ エア・バディ/ビーチバレーで危機一髪!
- スーパードッグ エア・バディ/ベースボールで一発逆転!